# Agerø Sogn
Agerø Sogn er et sogn i Morsø Provsti (Aalborg Stift).
Agerø Kirke blev i 1908 indviet som filialkirke til Hvidbjerg Kirke. Agerø blev et kirkedistrikt i  Hvidbjerg Sogn, som hørte til Morsø Sønder Herred i Thisted Amt. Karby-Hvidbjerg-Redsted sognekommune inkl. kirkedistriktet blev ved kommunalreformen i 1970 indlemmet i Morsø Kommune.
Da kirkedistrikterne blev nedlagt 1. oktober 2010, blev Agerø Kirkedistrikt udskilt som det selvstændige Agerø Sogn.
Stednavne, se Hvidbjerg Sogn.